# La serva padrona (Paisiello)
La serva padrona és una òpera en tres actes de Giovanni Paisiello, amb llibret de Gennaro Di Federico. S'estrenà al Palau d'estiu de Tsarskoie Selo a Rússia el setembre de 1781. No s'ha de confondre amb l'obra que duu el mateix nom composta per Giovanni Battista Pergolesi.	